# Retaule gòtic del Monestir de Santes Creus
El retaule gòtic del Monestir de Santes Creus va ser realitzat entre 1403 i el 1414 per a ocupar l'altar major del Reial Monestir de Santa Maria de Santes Creus (Aiguamúrcia, Alt Camp). És una obra d'estil gòtic internacional valencià realitzada en tremp sobre taula per Guerau Gener i Lluís Borrassà, qui el va acabar a la mort del primer. L'obra va ser desmuntada en ser substituïda per un retaule barroc el 1647. Posteriorment les seves taules es varen separar en dos grups que actualment es troben a la catedral de Tarragona i al Museu Nacional d'Art de Catalunya, respectivament.
Les vuit taules del cos central representen el cicle marià els Goigs de la Mare de Déu i la seva realització es correspon amb l'estil de Guerau Gener. En el seu estil les figures defineixen l'escena, els personatges i els vestits conformen la composició, pràcticament mancada d'elements arquitectònics. Destaquen algunes composicions i iconografia nord-europea que havia fet servir al seu Retaule de Sant Bartomeu i Santa Isabel de la catedral de Barcelona (1401). També es detecta la influència del valencianisme amb elements expressionistes de Marçal de Sas. La intervenció final de Lluís Borrassà a la mort de Gener es va veure limitada a l'acabament de certes escenes i és visible en alguns rostres com el de la Mare de Déu i el de Crist.

## Història

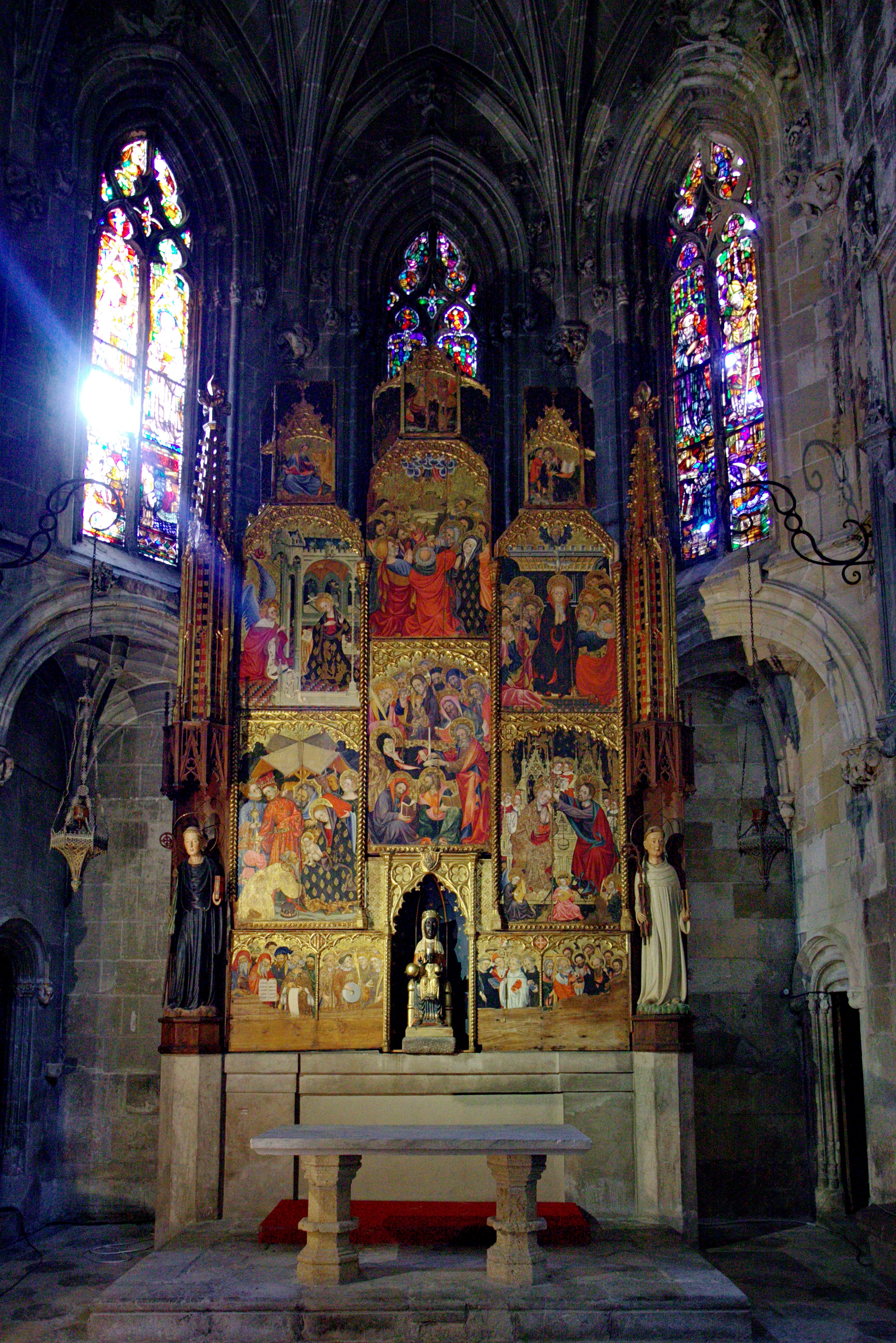
Estat actual del retaule a la catedral de Tarragona

El retaule de l'altar major del Reial Monestir de Santa Maria de Santes Creus va ser construït per al nou altar consagrat el 28 de març de 1414. El retaule havia estat un encàrrec de l'abat Andreu Porta qui ho va contractar per 10.000 sous al pintor Pere Serra el 26 de gener de l'any 1403. A la corresponent àpoca hi figura com a testimoni el fuster barceloní Ponç Gallart qui podria ser l'autor de l'estructura del retaule. Serra va rebre pagaments per un total de 300 florins entre 1403-1404. La mort d'aquest artista cap al 1406, però, va impedir que finalitzés el retaule, i el nou abat Bernat Dalmau va encarregar la continuació de l'obra al pintor Guerau Gener que també ho deixà inconclús per la seva mort cap al 1410. Va ser el que havia estat el seu mestre, Lluís Borrassà qui el va concloure el 28 d'abril de 1411 i pel qual va cobrar 133 lliures i 6 sous de moneda barcelonesa, segons consta en un rebut del 16 de març de 1416. El cost total fou de 15.170 sous, dels quals el monjo fra Vidal de Blanes en va aportar 10.000; el paborde i altres membres de la comunitat hi aportaren 400 florins i Lluís Rull, abat de Valldigna, va aportar 200 florins per a les despeses de trasllat i instal·lació des de Barcelona.
Les revoltes derivades de la guerra dels Segadors i el canvi de gustos de la mà del barroc varen causar la seva substitució per un retaule de Josep Tramulles de 1647, encarregat per l'abat Pere Salla. El retaule de Guerau va ser desmuntat i traslladat a l'església de sant Jaume de la Guàrdia dels Prats (Conca de Barberà) que havia perdut el seu retaule quan les tropes castellanes varen cremar l'església el 1646. Reconstruïda el 1655, va allotjar una part del retaule gòtic de Santes Creus, en concret tres carrers es varen adaptar per a aquesta església i una quarta part, en concret el carrer interior esquerre amb les taules de l'Anunciació, la Resurrecció i sant Joan Evangelista, es va enviar a l'ermita de la Mare de Déu dels Prats.
A finals del segle xix, a conseqüència de la desamortització, les taules de l'ermita varen ser venudes a un antiquari, i d'aquest varen passar a mans de particulars. Les taules de la Nativitat i de Sant Joan Evangelista varen ser propietat de José Dominguez, comte de l'Asalto, qui les tenia exposades a la seva residència a Madrid. A partir de 1935 passen a ser propietat de José Fontana Almeda. La seva esposa, Pilar Rabal Rabal, en va fer donació al MNAC en memòria del seu espòs el 13 d'octubre de 1976.
La tercera taula, la de la Resurrecció de Crist va passar a ser propietat del general Navarro, baró de la casa Davadillo, des de començaments del segle xx fins que el 1945 l'Ajuntament de Barcelona l'adquirí a l'antiquari Apolinar Sánchez per al museu d'Art de Catalunya, avui MNAC, on es conserva actualment.
D'altra banda, la part més gran del retaule original, les taules de l'església parroquial de sant Jaume i les talles, varen ser traslladades per disposició de l'autoritat eclesiàstica al museu Diocesà de Tarragona el 1914. Després d'una restauració el 1933, varen ser traslladades i instal·lades en un muntatge factici a la capella de la Mare de Déu de Montserrat de la catedral de Tarragona. L'única peça que s'ha mantingut al museu és la talla de la Mare de Déu i, al seu lloc al retaule, s'ha col·locat una imatge de la Verge de Montserrat, l'advocació de la capella. L'any 2002 es va localitzar una nova taula de la predel·la amb part de la policromia representant sants màrtirs.

## Estructura original

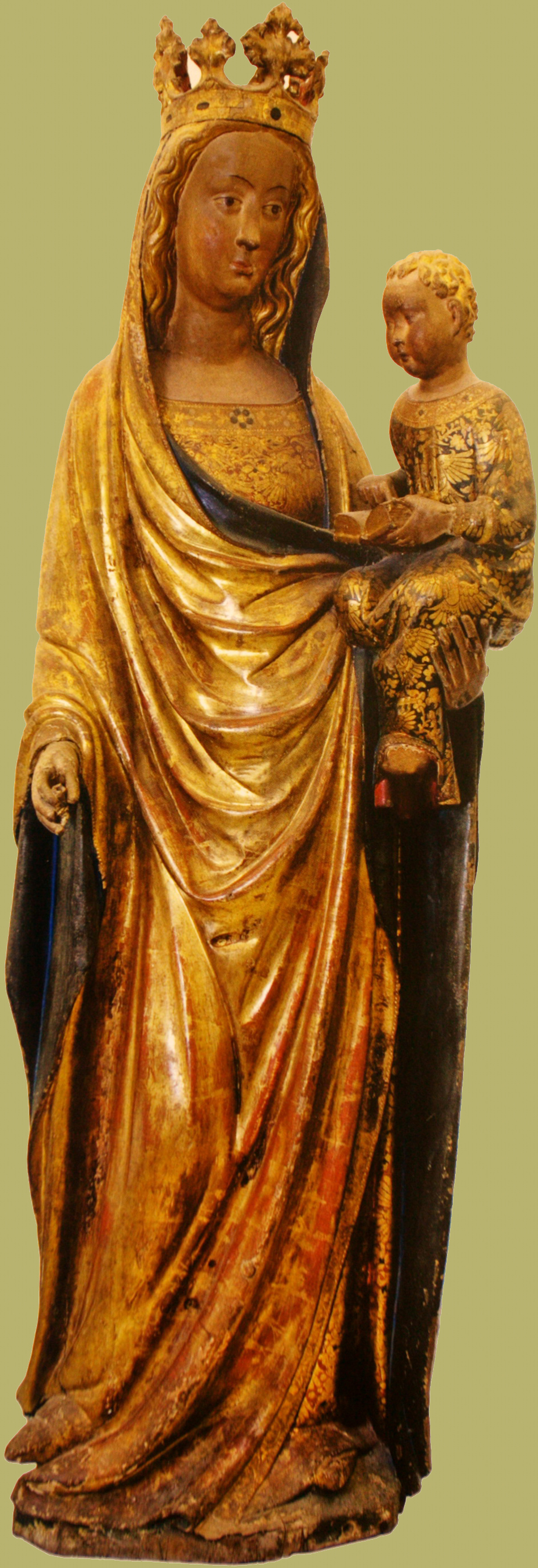
Talla de la Mare de Déu que hauria presidit el retaule. Museu Diocesà de Tarragona

L'estructura del retaule original era de quatre carrers fets amb taules al tremp d'ou, i una predel·la. Al centre, entre el segon i tercer carrer, se situava una talla exempta de la Mare de Déu, l'advocació pròpia de l'orde cistercenc i, flanquejant el retaule, dues talles exemptes a l'esquerra, sant Benet i a la dreta Bernat de Claravall, totes elles sota dosseret. Probablement aquestes escultures es varen subcontractar a Antoni Canet al començament de la construcció del retaule. Excepcionalment respecte als retaules d'aquest període a la part central de l'àtic no hi ha un calvari, aconseguint una composició global apaïsada per a permetre l'entrada de llum dels finestrals, un detall que es va mantenir en el contracte del retaule barroc de 1647 on s'indicava que "no havia de tapar la rosassa de la capçalera".
A cada carrer hi havia dues taules amb escenes bíbliques amb un àtic amb la imatge dels quatre evangelistes: sant Lluc, sant Joan Evangelista, sant Marc i sant Mateu. En total dotze taules més sis de dimensions més reduïdes a la predel·la.
El retaule estava dedicat als Goigs de la Mare de Déu amb un cicle que anava de l'Anunciació a la Dormició de Maria. La predel·la es dedicava a representar diferents grups de sants: dels profetes els apòstols, els màrtirs i els fundadors.
A la part posterior de les taules hi ha alguna inscripció original, com el nom del carrer on anava cada taula i algun rostre esbossat com el que hi ha darrere de l'Anunciació i que s'ha associat amb l'aspecte físic de Guerau Gener.

## Descripció de les taules
Les pintures no guarden cap traça de l'estil de Pere Serra. Cal interpretar que en el curt període fins a la seva mort es construí l'estructura de fusta i possiblement tasques preparatòries. Això no obstant, una restauració el 2004 va detectar una capa pictòrica sota la capa de preparació de les taules de l'Ascensió i de la Dormició de Maria, un fet que podria fer pensar que Serra va arribar a fer alguna pintura tapada i repintada posteriorment per Guerau Gener.
L'estil de la pintura es correspon amb l'estil de Gener, qui hauria fet tot el dibuix i la major part de la policromia. En el seu estil les figures defineixen l'escena, els personatges i els vestits conformen la composició, pràcticament mancada d'elements arquitectònics, un recurs poc abundant a la pintura valenciana de la primera meitat del segle xv.
Es poden observar composicions i ús d'iconografia nord-europea en la mateixa línia que va fer servir al seu Retaule de Sant Bartomeu i Santa Isabel de la catedral de Barcelona (1401). També es detecta un valencianisme amb elements expressionistes relacionables amb l'estil derivat de Marçal de Sas. Algunes composicions i tipus humans evoquen figures del Retaule del Centenar de la Ploma o la Taula del Dubte de Sant Tomàs d'aquest pintor d'origen germànic resident a Valencià, que Guerau Gener va conèixer quan va residir a València entre 1405-1407 i amb qui va col·laborar juntament amb Gonçal Peris en la realització d'un retaule dedicat a la Nativitat del Senyor que va ser contractat el 24 d'abril de 1405.
La intervenció de Lluís Borrassà a la mort de Gener es va veure limitada a l'acabament de certes escenes i especialment en alguns rostres com el de la Mare de Déu i el de Crist.
L'esquema de les taules per representar els Goigs de la Mare de Déu comença per les quatre taules dels dos carrers de l'esquerra llegits d'esquerra a dreta i de dalt a baix amb:
- L'Anunciació, fila superior, primer carrer
- La Nativitat de Jesús, fila superior, segon carrer
- L'Adoració dels Reis Mags, fila inferior, primer carrer
- La Resurrecció de Jesús, fila inferior, segon carrer

Les quatre taules dels dos carrers de la dreta cal llegir-los en sentit dextrogir començant per la taula del tercer carrer de la fila superior:
- L'Ascensió de Jesús, fila superior, tercer carrer
- La Pentecosta o descens de l'Esperit Sant sobre els Apòstols i Maria, fila superior, carrer dret
- La Coronació de Maria al Cel, fila inferior, carrer dret
- La Dormició de Maria, fila inferior, tercer carrer

A banda del cicle narratiu, l'àtic està coronat amb la imatge dels evangelistes: sant Lluc, sant Joan Evangelista, sant Marc i sant Mateu.

### L'Anunciació

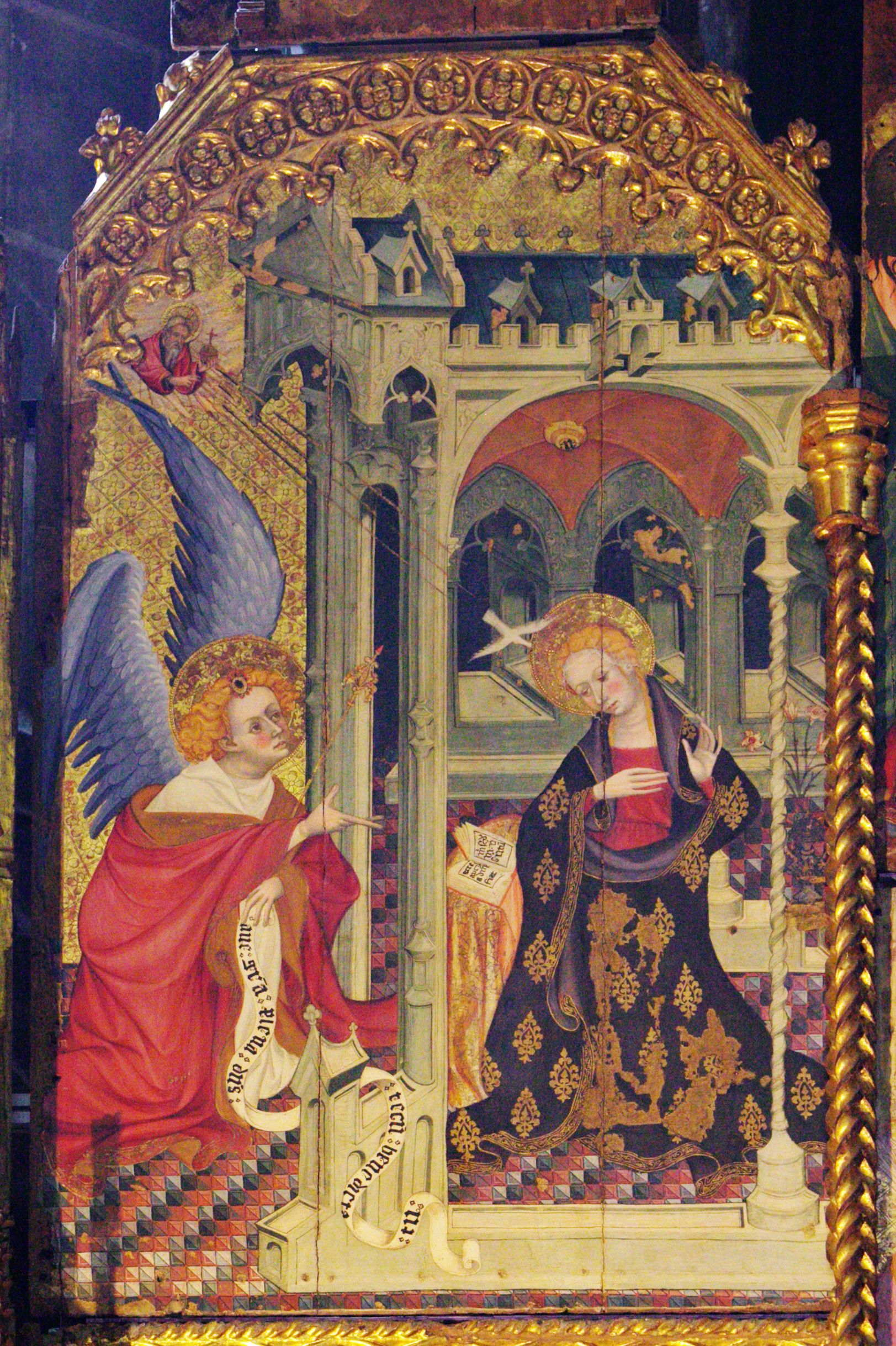
L'Anunciació

El passatge de l'Anunciació s'esmenta per primer cop a l'evangeli de Sant Lluc ［Lluc 1:26-38］.
L'escena està emmarcada sota unes estructures arquitectòniques que formen un porxo amb columnes rematat per un sostre amb merlets decoratius. Sota el porxo està situada la Mare de Déu mentre l'àngel es troba a l'exterior, una composició que es troba a L'Anunciació de Melchior Broederlam on l'àngel és a l'exterior d'una església i la Mare de Déu sota una mena de porxo eclesiàstic, asseguda i llegint.
Tot i tractar-se majoritàriament d'una arquitectura gòtica, com a altres espais eclesiàstics de l'època, en aquest cas s'hi inclou una columna salomònica emmarcant la figura de Maria. Aquesta forma en espiral, que no s'utilitzaria en l'art fins al segle xvi, fa referència a les columnes del temple de Salomó a Jerusalem descrites a 1 Reis 7:21 a les quals se'ls ha atribuït tradicionalment aquesta forma. La presència dels dos estils, cronològicament distants, seria utilitzada posteriorment per Petrus Christus a la seva L'Anunciació Friedsam (1450) i és una referència a l'antítesi entre judaisme i cristianisme, entre Antic i Nou testament, un canvi que comença amb l'episodi de l'Anunciació. Al costat dret de la Mare de Déu, el destre, hi ha l'arquitectura gòtica i al costat esquerre, el sinistre, es mostra la part antiga.
La imatge de Maria es mostra sorpresa mentre llegia un llibre i rep el missatge de l'arcàngel Gabriel que està escrit en un filacteri: AVE GRÃ PLENA DNS"..."TECU BENEDICTA"... "TU". A la part superior esquerra, fora de l'enquadrament de la composició, es veu la figura del Déu Pare que els observa i envia el colom símbol de l'Esperit Sant irradiant uns feixos de llum des de l'esfera amb una creu que sosté a la mà, símbol del poder de l'Església sobre la terra.
Darrere de la figura de Maria hi ha un gerro amb lliris, símbol de la virginitat de Maria. El color dels mantells de l'àngel i Maria són vermell i blau respectivament, tal com succeeix a L'Anunciació de Broederlam i al Llibre d'hores de Boucicaut. La vestimenta de Maria està decorada amb un estampat similar al que Pere Serra -qui havia rebut l'encàrrec d'aquest retaule- va fer servir al Retaule del Sant Esperit només 15 anys abans; l'àngel Gabriel porta un ceptre i vesteix una capa pluvial.

### La Nativitat

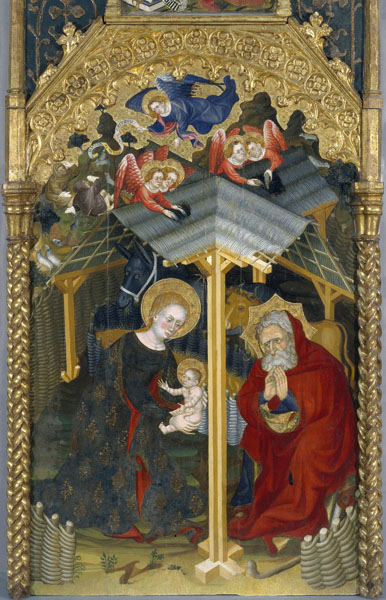
La Nativitat del MNAC

La taula de la fila superior del segon carrer, una de les tres que formen part de la col·lecció permanent del Museu Nacional d'Art de Catalunya, representa la Nativitat de Jesús narrada a l'evangeli segons Lluc (Lluc 2:1-7) on explica com Maria i Josep s'havien desplaçat a Betlem quan Maria es va posar de part.
L'autor presenta la Mare de Déu asseguda tenint cura de l'infant que està sobre els seus genolls en posició Sedes sapientiae, una forma força excepcional en una Nativitat, ja que abans del segle xiv la Mare de Déu era representada ajaguda en un llit, i posteriorment la imatge més habitual és amb Maria i Josep adorant al Nen al bressol o ajagut a terra sobre uns llençols. Una configuració com aquesta es pot observar en algunes obres de Bernardo Daddi del segon quart del segle xiv i el tornà a utilitzar Rogier van der Weyden a la seva Nativitat de la Capella Reial de Granada. Al costat dret de la imatge hi ha Sant Josep amb un nimbe poligonal, detall que expressa que es tracta d'un personatge de l'antiga aliança del poble jueu amb Déu, anterior de l'arribada del Messies. Va vestit amb un ric mantell vermell que contrasta amb el color de les fustes. El Nen Jesús està despullat, llevat d'un collaret amb un corall vermell considerat un amulet contra els mals esperits des de l'antiga Roma, una tradició documentada per Plini el Vell i incorporat dins la iconografia medieval.
Darrere seu està preparada la menjadora per a fer de bressol custodiat per un bou i un ase, simbolitzant el judaisme (bou) i el paganisme (ase), segons la interpretació del text d'Isaïes on diu que «un bou coneix el seu propietari, i un ase, l'estable del seu amo, però a mi, Israel no em coneix, el meu poble m'ignora».［Isaïes 1:3］
Tots aquests personatges estan sota un senzill cobert de fusta que una legió d'àngels està construint dipositant feixos de palla al sostre. A la part superior esquerra de la composició, situats en un segon pla per darrere del cobert, s'hi veuen dos pastors, una representació condensada de l'escena de l'adoració dels pastors que es recull a Lluc 2:15-18. Els pastors estan caiguts a terra espantats per l'aparició d'un àngel que, mitjançant un filacteri, anuncia el Naixement de Jesús.

### L'Adoració dels Reis Mags

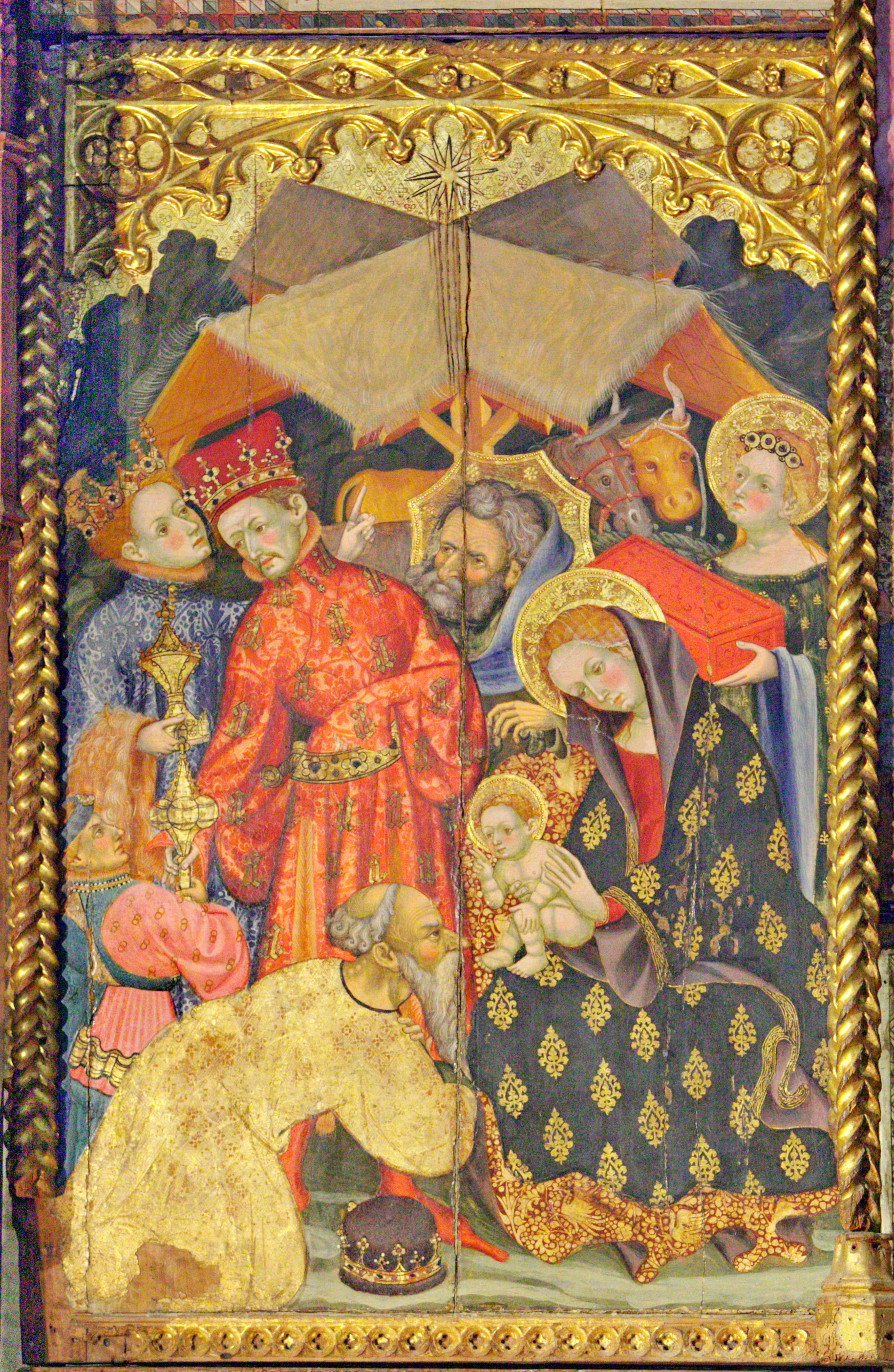
L'Adoració dels Reis Mags

El passatge de l'Adoració dels Reis Mags es desenvolupa a partir del segon capítol de l'Evangeli de Mateu (Mateu 2:1-22) i formalitza el reconeixement de Jesús, com a rei de la terra, des de la seva infantesa.
Els reis mags representen les tres edats de l'home, no les diferents races, ja que la iconografia representant la pluralitat ètnica va començar a partir del segle xv. El que es troba en primer pla és un home vell amb barba blanca que representa l'ancianitat i que es mostra en actitud d'adoració, sense la seva corona, que s'ha tret i s'ha dipositat a terra. Darrere seu, un home madur amb una fina barba i bigoti representant la maduresa, i el que es troba a l'extrem esquerre és un jove quasi imberbe, que representa la joventut. L'escena té lloc a l'exterior del cobert de l'escena de la Nativitat amb l'estrella que havia guiat els reis ubicada al capdamunt del centre de l'escena. La Mare de Déu està asseguda sobre una arca mentre observa amb un rostre d'humilitat al Nen Jesús què està sobre la seva falda, ocupant el centre de la pintura i beneint el rei agenollat en primer terme.
Destaquen algunes diferències respecte a l'escena anterior: el Nen Jesús ja no porta el corall al coll, el color del mantell de sant Josep és diferent, també canvia de color el vestit de la Mare de Déu i el mantell té un color diferent del folre i està vorejat amb una franja d'or inexistent a la taula de la Nativitat; finalment, l'ase porta un tipus de corretges diferents.

### Resurrecció de Crist

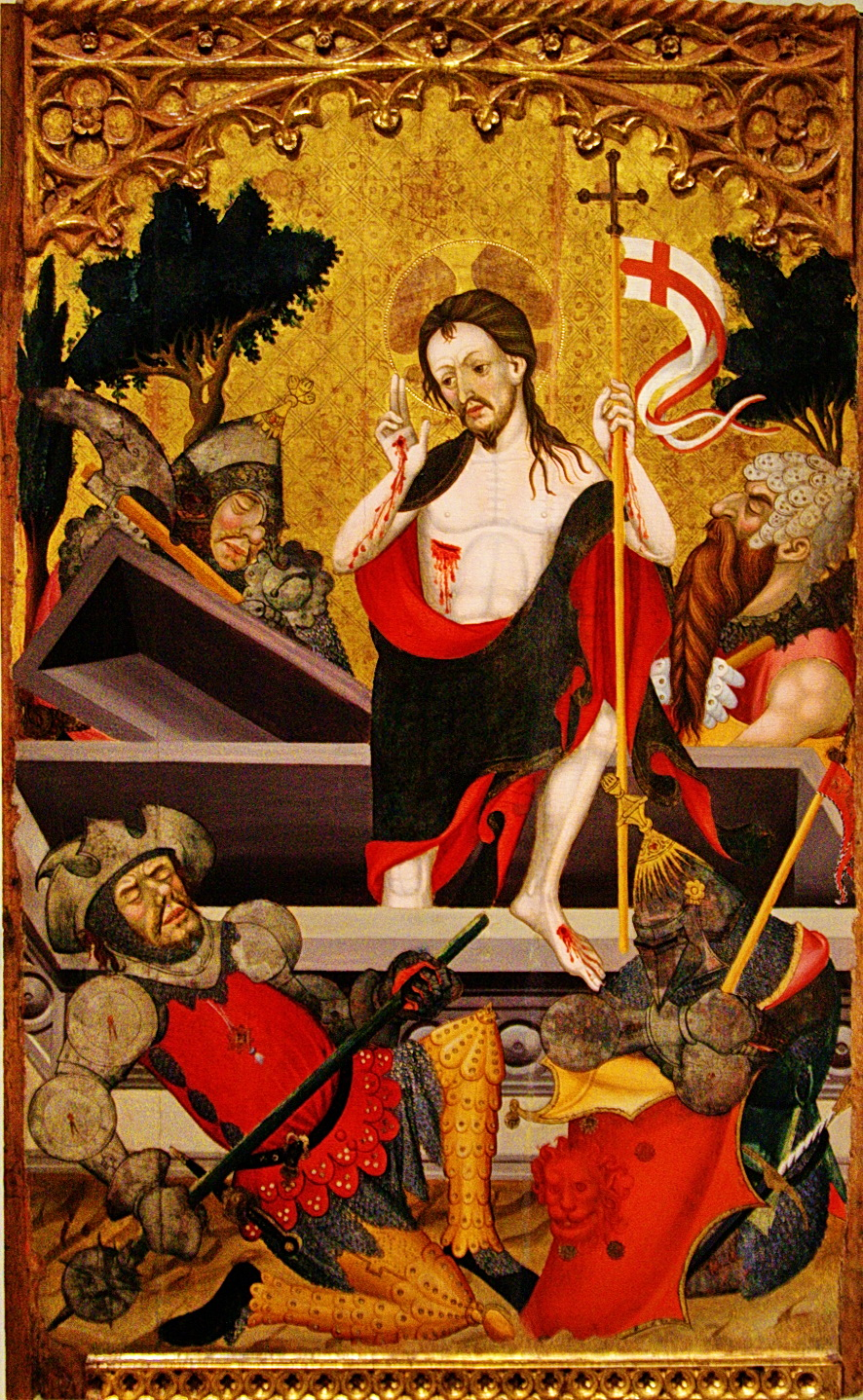
La Resurrecció

La taula de la fila inferior del segon carrer, una de les tres que formen part de la col·lecció permanent del Museu Nacional d'Art de Catalunya, mostra la dualitat artística que té tot el retaule. Els rostres dels soldats, amb llargues barbes i un cert aire grotesc connecten amb el gòtic internacional valencià. El rostre de lleó que s'observa a l'escut d'un dels soldats és un recurs que també es pot observar a altres imatges i objectes d'origen valencià, com a la taula de la predicació de sant Bartomeu dins el retaule de Gener dedicat a aquest sant a la catedral de Barcelona, on es pot observar una baix relleu a la decoració del fons de l'escena amb una cara de lleó similar.
L'escena recull la visió triomfant de Crist en la resurrecció. La figura central és Jesús que porta el símbol de la Santa Creu i de la Resurrecció i fa un senyal de benedicció. Acaba de sortir de la tomba després que fos oberta per l'àngel enviat per Déu i que no apareix representat. La resta de personatges de l'escena són els soldats que havien estat enviats per Pilat per a protegir el sepulcre i evitar que el cos fos robat.［Mateu 27:66］ Vesteixen diferents tipus d'armadures medievals; estan caiguts a terra, adormits en posicions quasi impossibles. El rostre de Crist té els trets propis de la mà de Borrassa.

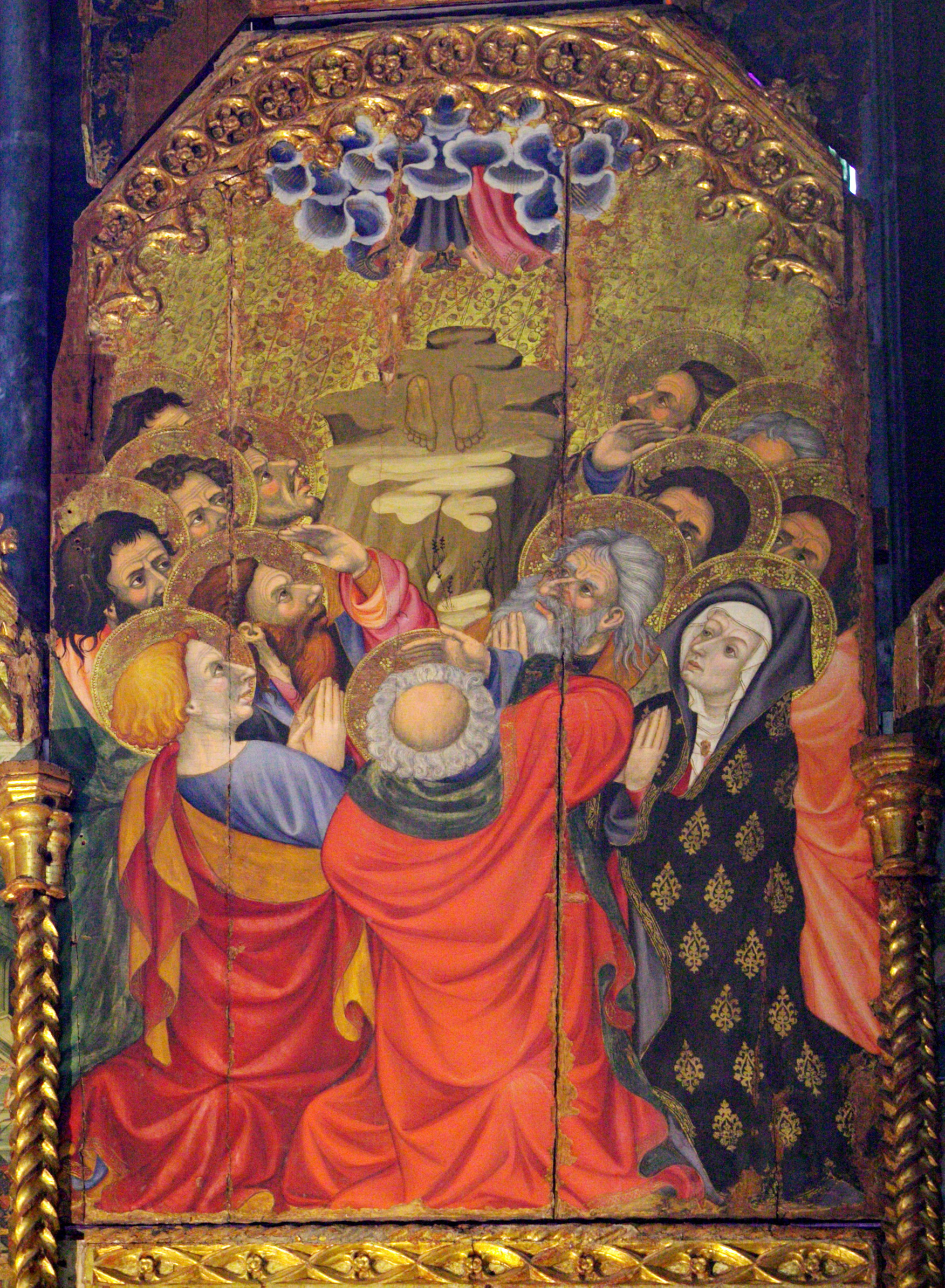
L'Ascensió

### L'Ascensió
Les dues taules superiors dels carrers del costat dret es caracteritzen per tenir molts personatges. La taula de l'esquerra descriu l'Ascensió de Jesús, potser el passatge més gloriós de la vida de Jesús on, segons la Bíblia, va rebre la glorificació de mans del Déu Pare després de la seva mort. El fet és recollit per tots els Evangelis i als Fets dels Apòstols. L'autor presenta una composició clàssica amb poca simbologia, amb la Mare de Déu i sant Pere en primer pla, al capdavant de la comunitat cristiana. La imatge de Jesús no és visible, només els seus peus i el mantell quasi fora d'escena per la part superior, envoltat d'uns núvols irreals. Sobre el puig on estava Jesús han quedat marcats els seus peus. L'artista ens transmet el relleu que s'ha de produir entre la figura de Jesús, que desapareix de la terra, i els seus deixebles que han de continuar amb la difusió de la seva fe. Aquest trànsit porta a la següent escena, la Pentecosta o preparació dels deixebles per a difondre la nova religió.

### Pentecosta

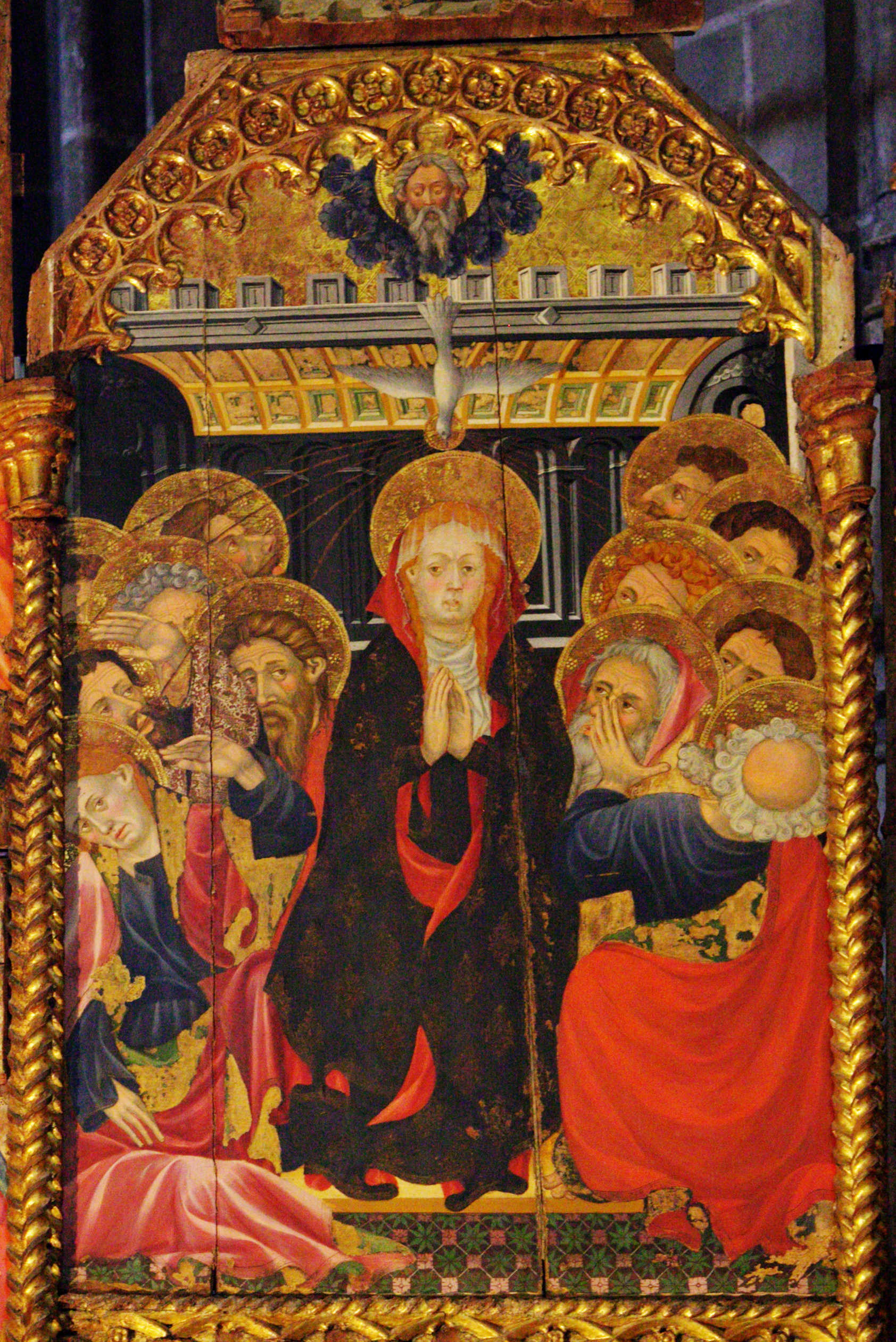
La Pentecosta

La Pentecosta descriu la festa del cinquantè dia després de la Pasqua, del Diumenge de Resurrecció. Durant la Pentecosta o Pasqua Granada, se celebra el descens de l'Esperit Sant sobre els apòstols, tal com es descriu als Fets dels Apòstols:
| «                          | Llavors se'ls varen aparèixer unes "llengües de foc", que es distribuïen i es posaven sobre cada un d'ells. Tots varen quedar plens de l'Esperit Sant i començaren a parlar en diverses llengües, tal com l'Esperit els concedia d'expressar-se. | » |
| — Fets dels Apòstols 2:3-4 | |   |

Per això també es coneix com la celebració de l'Esperit Sant. Aquest esdeveniment va suposar, de fet, l'inici de l'activitat de l'Església de Crist. L'autor va recollir tota la solemnitat del moment en la composició que gira al voltant de la Mare de Déu. Ella i tots els apòstols que la rodegen reben la benedicció del colom que representa l'Esperit Sant. El colom baixa directament enviat pel Déu Pare que mostra la seva faç al capdamunt de la taula, fora de la composició central. De la figura de l'Esperit Sant emanen uns raigs que cauen sobre tots els reunits, que manifesten la seva sorpresa en els seus rostres i, especialment, a les seves mans crispades. Les figures, quasi de dimensions naturals, presenten una extrema sensibilitat.
El desconcert entre els apòstols pel canvi que acaben d'experimentar els fa comentar:
| «                          | ¿No són galileus, tots aquests que parlen?. Doncs com és que cada un de nosaltres els sentim en la nostra llengua materna? | » |
| — Fets dels Apòstols 2:7-8 | |   |

La comparació d'aquesta taula amb l'Ascensió, on també hi figuren tots els apòstols, mostra diferències morfològiques entre els personatges. Així, si els dos apòstols que apareixen al fons, a dreta i esquerra, comparteixen la mateixa posició i expressió, a aquesta taula de la Pentecosta hi ha dos dels deixebles amb els cabells molt arrissats, un de color gris a l'esquerra i un altre de rossos a la dreta. Per contra, cap dels personatges a l'Ascensió coincideix amb aquestes característiques, la qual cosa porta a pensar que varen ser realitzats per més d'una mà. D'altra banda, el rostre de la Mare de Déu mostra uns trets diferents entre ambdues taules.

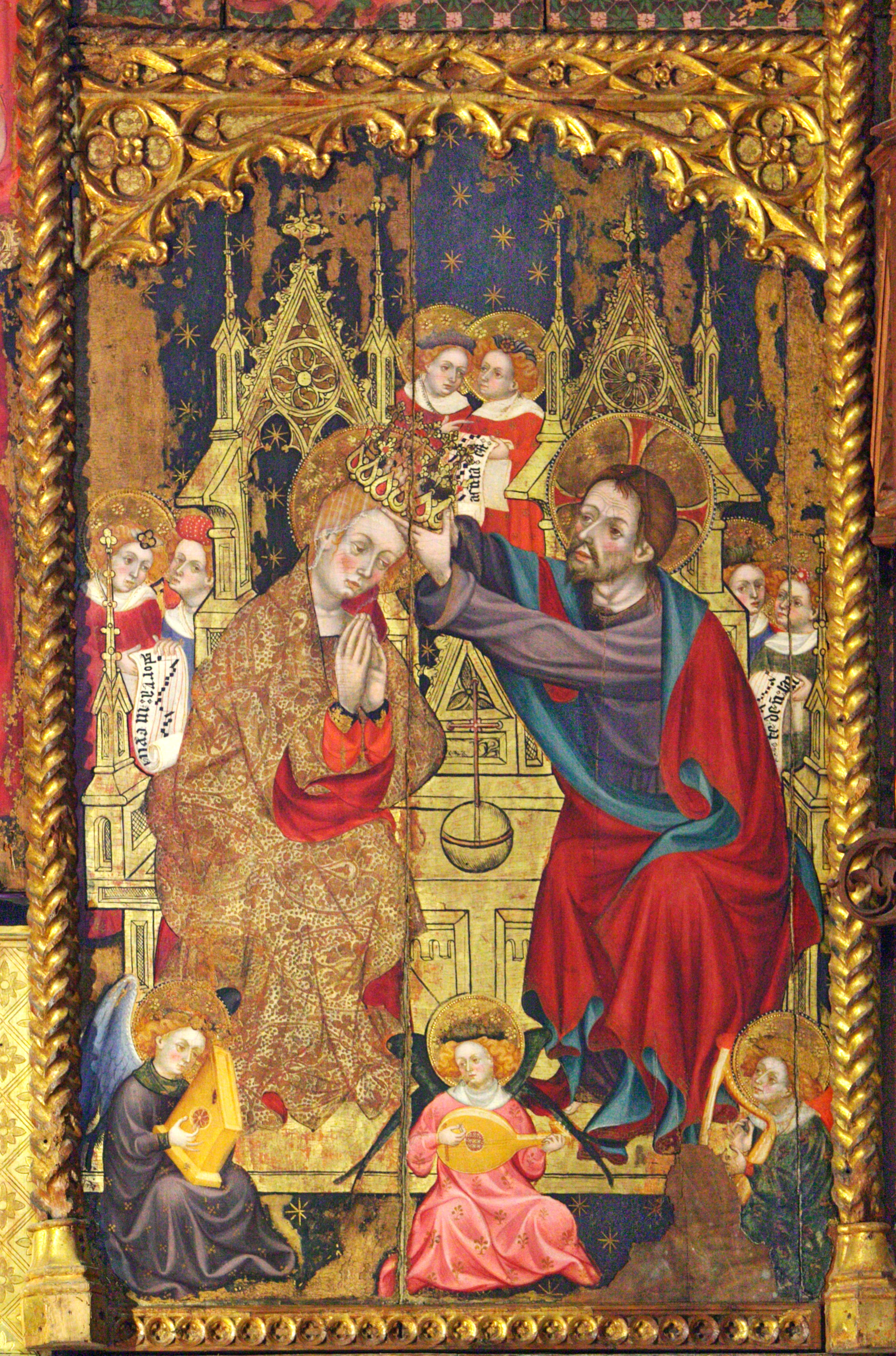
La Coronació de Maria

### Coronació de Maria
L'escena és l'episodi final de la vida de Maria, i segueix la seva Assumpció o Dormició de Maria, que no era encara dogma a l'edat mitjana. La base bíblica es troba al Càntic dels Càntics (4.8), als Salms (44.11-12) i al Llibre de la Revelació (12.1-7). Un sermó del qual equivocadament es considerava que era de Sant Jeroni i fet servir per treballs medievals estàndards com ara la Llegenda àuria d'altres escriptors. El títol "Reina de Cel", o Regina Coeli, per nomenar Maria es remunta com a mínim al segle xii.
El tema també descrivia la simbologia de Maria com a "Tron de Salomó", és a dir, el tron en el qual el Nen Jesús seu a les imatges d'una Mare de Déu amb Nen. El tron mateix s'identificava com a reial. En general l'art d'aquest període, sovint finançat per la reialesa i la noblesa, considerava cada cop més la cort celestial, com un mirall de la terrenal.
A partir del segle xv, algunes representacions mostraven Déu i Jesús coronant simultàniament la Mare de Déu en presència de l'Esperit Sant, una representació de la Santíssima Trinitat. En aquest cas, l'autor optà per una versió anterior, amb la figura de Jesús coronant Maria i la seva vinculació amb el tron de Salomó. Tots dos estan asseguts junts en el tron reial, Jesús i la nuvia celestial representen l'Església segons s'ha volgut interpretar del Càntic dels Càntics. Al mig dels dos, el globus terraqüi amb la Creu, símbol del poder terrenal. Als seus peus tres àngels toquen música i al fons de l'escena sis altres àngels manifesten l'aspecte còsmic i celestial del coronament. El fons de la taula representa la cúpula celestial de color blau amb estels en comptes de fer servir el tradicional pa d'or aplicat al cel terrenal.

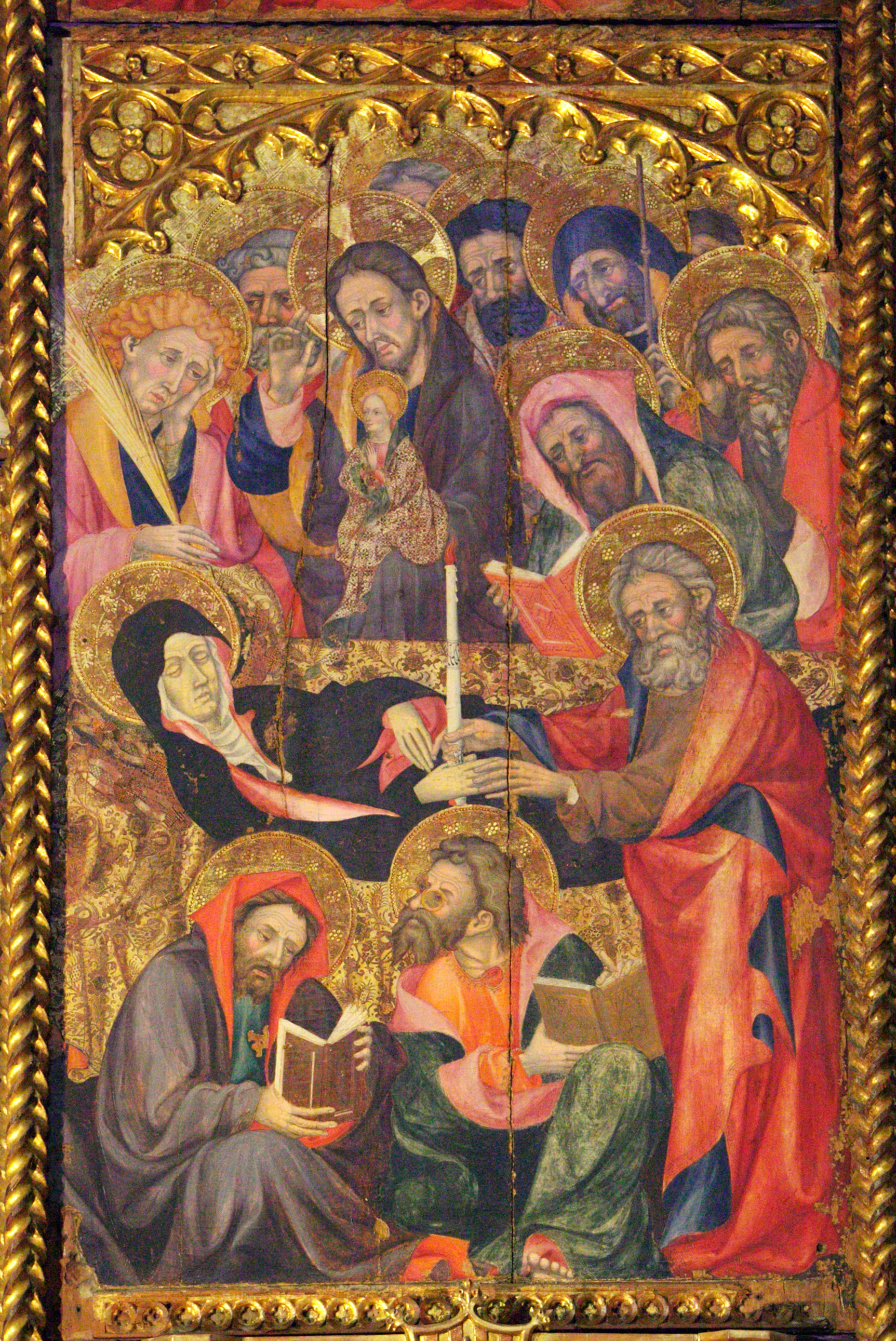
La Dormició de Maria

### Dormició de Maria
La taula de la Dormició de Maria, la darrera cronològicament, ocupa el compartiment inferior del tercer carrer del retaule. Maria roman ajaguda en un llit daurat amb uns dibuixos que simulen un brocat amb el tema del card. En primer terme, per davant del llit, hi ha dos apòstols que estan pregant sobre sengles llibres les pregàries de l'agonia; un d'ells porta uns lents per a llegir, un signe d'erudició i modernitat, i molt poc habitual a la pintura gòtica. Sant Pere es troba als peus del llit sostenint un ciri encès entre les seves mans i les de Maria. A l'altra banda del llit, hi ha el gruix del grup dels apòstols, vuit en total. Un d'ells, just darrere Sant Pere, llegeix en un llibre les oracions de la bona mort, mentre Sant Joan, el més a prop del cap de Maria, sosté una palma amb la seva mà dreta, mentre recolza el seu cap sobre la seva mà esquerra amb un signe de dolor. Els gestos i expressions de pietat són presents al rostre de tots els personatges. Al centre de l'escena, envoltat pels apòstols, Crist recull l'ànima de la seva mare morta, representada com una petita figura que sosté amb la mà esquerra mentre fa el signe de beneir amb la dreta.
Aquesta representació de Maria jacent de la qual surt l'ànima cap al cel, va evolucionar en l'art cap a la representació més coneguda de l'Ascensió on el cos de la Mare de Déu és elevada acompanyada per àngels cap al cel on Jesús està esperant-la.

### Àtic
Les escenes de l'àtic dels quatre carrers estan dedicades als quatre Evangelistes. Es considera que l'autoria és fonamentalment de Lluís Borrassà, si bé la posició asseguda d'aquests personatges denota la influència valenciana indicant que, si més no en els dibuixos, va rebre el llegat de Guerau Gener.
L'estat de conservació d'aquestes taules és desigual i algunes d'elles han perdut els ornaments laterals de l'escena central amb traceria i filigranes daurades de tipus floral.

### Predel·la
A la predel·la, destaca una major participació de Borrassà, qui va realitzar taules senceres com la dels sants màrtirs, on els personatges estan captats des d'una perspectiva més frontal, a diferència de les figures de Gener que estan captades des d'un punt de vista més elevat.
Constava de sis taules, de les quals se'n coneixen cinc, quatre d'elles a la catedral de Tarragona i una cinquena identificada en un antiquari de Madrid. En el marc entre taules hi ha els escuts de Catalunya i Santes Creus. Les taules contenen imatges de sants; d'esquerra a dreta es mostren: profetes i personatges de l'Antic Testament amb els característics nimbes poligonals, entre els que s'observa a Moisès amb les Taules de la Llei; diaques màrtirs, entre els que es pot veure a sant Llorenç amb les graelles, sant Esteve amb les pedres de la seva lapidació o sant Vicenç amb la roda de molí; verges màrtirs, amb la presència de santa Bàrbara amb les torres, una santa reina que podria ser santa Úrsula i tres màrtirs més, una d'elles santa Llúcia; sants fundadors d'ordes religiosos com sant Benet amb hàbit negre i Bernat de Claravall amb hàbit blanc, sant Francesc, sant Jeroni i sant Agustí; i una darrera taula amb els apòstols, sant Pere, sant Pau, sant Felip, sant Bartomeu, sant Mateu.
- Profetes i personatges - diaques màrtirs
- Fundadors d'ordes religioses - apòstols